# Paro (robot)

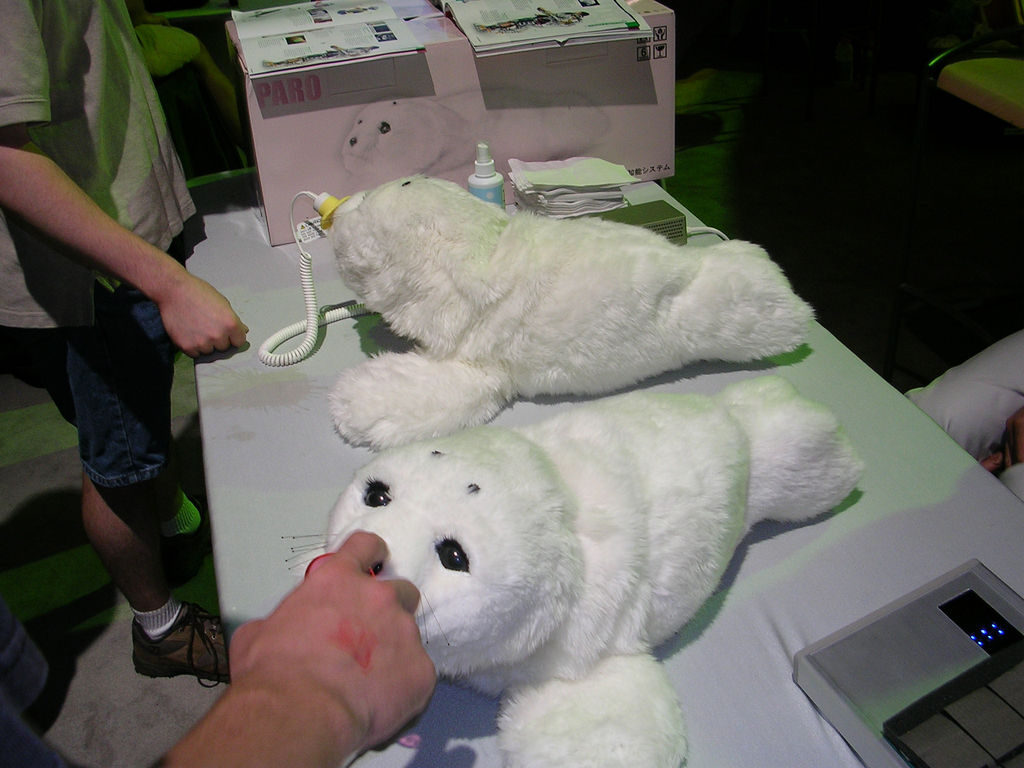
Paro robot op het Wired NextFest in 2005

Paro is een therapeutische robot. Het is een baby zadelrob, bedoeld om een kalmerend effect te hebben en emotionele reacties te ontlokken aan patiënten in ziekenhuizen en verpleeghuizen. Het gebruik is vergelijkbaar met therapie met behulp van dieren, maar zonder de negatieve aspecten.
Paro is ontworpen door Takanori Shibata van het Intelligent System Research Institute van het Japanse National Institute of Advanced Industrial Science and Technology in het begin van 1993. Het werd voor het eerst gedemonstreerd aan het publiek aan het eind van 2001 en werd een Best of COMDEX finalist in 2003. Handgemaakte versies worden verkocht sinds 2004. De naam is een acroniem van personal robot.
De robot heeft tactiele sensoren en reageert op aanrakingen door het bewegen van de staart en het openen en sluiten van de ogen. Tevens reageert het op geluiden en kan het stemmen herkennen. Het kan emoties tonen zoals verbazing, blijdschap en boosheid. Het produceert klanken die lijken op een echte baby zeehond en (in tegenstelling tot een echte baby zeehond) is actief tijdens de dag en slaapt 's nachts.
Paro wordt inmiddels ook in Nederlandse verzorgingshuizen gebruikt als gezelschap voor dementerende ouderen en zieke kinderen.

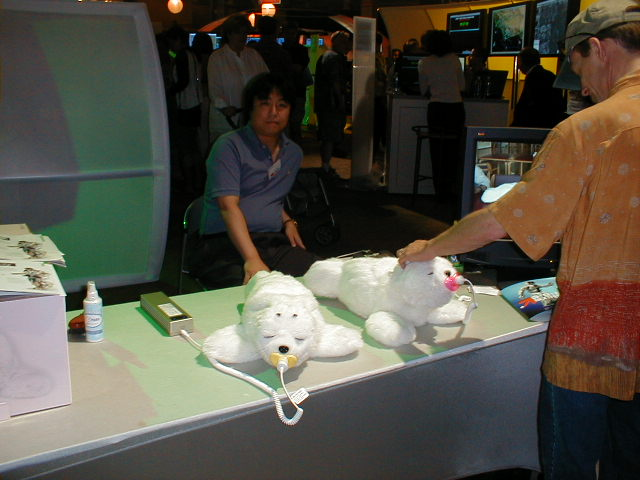
Paro robot (de 'fopspeen' is een stekker waarmee de accu van de robot wordt opgeladen).